# エジソン・アラウージョ・タヴァレス
エジソン・アラウージョ・タヴァレス（ポルトガル語: Edson Araújo Tavares, 1956年6月10日 - ）は、ブラジル・リオデジャネイロ出身の元サッカー選手、サッカー指導者。

## 来歴
ポルトガルのCFベレネンセスやFCポルトなどで選手としてのキャリアを重ねる。1982年にスイスのFCフリブールの監督に就任して、指導者としてのキャリアを始め、1984年にUEFAプロライセンスを取得した。
クラブチームの監督を歴任した他、ヨルダン代表、ベトナム代表、ハイチ代表の3つのナショナルチームの監督を務めた。
2017年10月に横浜FCの監督に就任した。2018年にはJ1参入プレーオフ2回戦で東京Vに敗戦するも、リーグ戦では2位で自動昇格した大分と同勝ち点（得失点差6）の3位の成績を残した。しかし、2019年5月14日、横浜FCの監督を解任された。
2019年9月30日、リーガ1で19節消化して4勝しか挙げられずに14位に沈んでいたプルシジャ・ジャカルタの監督に就任。10位でシーズンを終えた。
2020年1月4日、ボルネオFCの監督に就任。

## 選手歴
- CRヴァスコ・ダ・ガマ
- CFベレネンセス
- CDポルトゥゲス（英語版）
- SCブラガ
- FCポルト
- FCチューリッヒ
- FCフリブール（英語版）
- Football Club Renens

## 指導歴
- 1982年 - 1983年  FCフリブール（英語版） 監督
- 1984年 - 1985年  スタッド・スーシアン（フランス語版） 監督
- 1986年 - 1987年  ヨルダン代表 監督
- 1988年 - 1989年  Signal-Bernex FC 監督
- 1989年  チリ代表 アシスタントコーチ
- 1990年 - 1991年  アル・ヒラル 監督
- 1991年 - 1993年  アル・サールミーヤSC 監督
- 1994年 - 1995年   ベトナム代表 監督
- 1996年 - 1997年   カイタンSC（英語版） 監督
- 1998年   広州松日（英語版） 監督
- 1999年   四川冠城（英語版） 監督
- 2000年   深圳平安 監督
- 2001年 - 2003年   重慶力帆 監督
- 2004年   ベトナム代表 監督
- 2005年 - 2006年   フーラッド・モバラケ・セパハンFC 監督
- 2007年   アメリカーノFC テクニカルダイレクター
- 2008年   オマーン五輪代表 監督
- 2009年   深圳FC 監督
- 2009年 - 2010年   アル・シャバーブ 監督
- 2010年 - 2013年   ハイチ代表 監督
- 2013年 - 2014年   アル・シャバーブ 監督
- 2014年 - 2016年   ノヴァ・イグアスFC 監督
- 2017年10月 - 2019年5月  横浜FC 監督
- 2019年9月 - 2019年12月  プルシジャ・ジャカルタ 監督
- 2020年 -   ボルネオFC（英語版） 監督